# Великий Дольмен Замбужейру
Великий Дольмен Замбужейру (порт. Anta Grande do Zambujeiro) — мегалітична пам'ятка, що знаходиться у фрегезії (цивільна парафія або район) Носа-Сеньора-да-Торега біля поселення Вальверде в муніципалітеті Евора, та вважається однією з найбільших подібних структур на Піренейському півострові.

## Історія

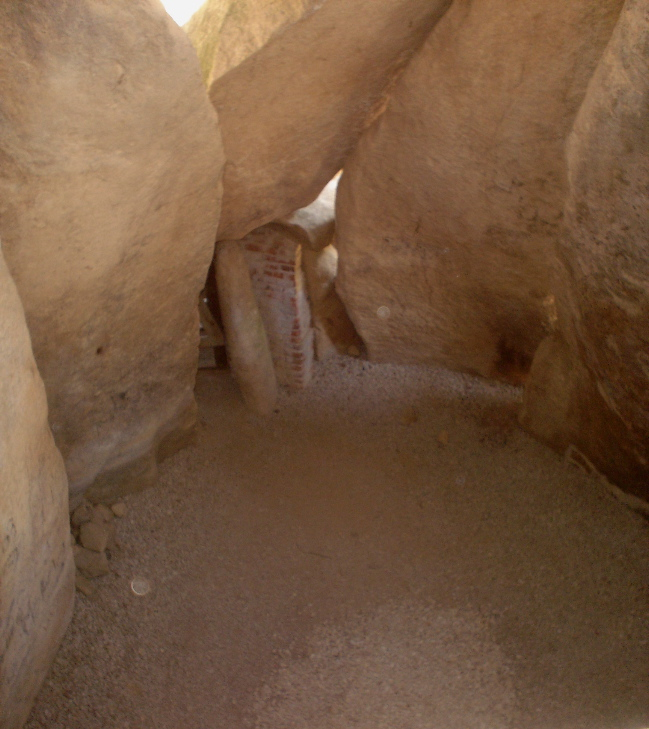
Всередині дольмену

Дослідження датують спорудження Великого Дольмену Замбужейру 4-3 тис. до н. е., одночасно з іншими структурами такого типу в регіоні Евора. Дольмен відноситься до мегалітичної культури дольменів Anta Grande da Comenda da Igreja (Великі дольмени Коменди да Іґрея) в муніципалітеті Монтемор-у-Нову.
Через свою значну історичну цінність Великий Дольмен Замбужейру був занесений до списку національних пам'яток португальським урядом у 1971 (Указ-Закон №516 / 71, 22 листопада 1971 р.).
Для кращого збереження археологічної пам'ятки, у 1983 було збудовано металеве накриття.

## Архітектура
Великий дольмен показує значні організаційні та технічні можливості поселень та інших культурних груп неоліту, які дозволяли зводити споруди таких параметрів. Камера багатокутної форми складається із семи великих каменів, які мають висоту 8 м. Спочатку вона була покрита 7 м широким каменем. Камера переходить в коридор, який становить 12 м в довжину, 1,5 м в ширину і 2 м в висоту, коридор до тепер покритий каменем на більшій частині своєї довжини. Вхід був відмічений великим прикрашеним менгіром, який тепер лежить на землі.

Великий дольмен Замбужейру